# Castelnuovo Parano
Castelnuovo Parano es una localidad italiana de la provincia de Frosinone, región de Lazio, con 904 habitantes.

## Evolución demográfica
| Gráfica de evolución demográfica de Castelnuovo Parano entre 1861 y 2001 |
|                                                                          |
| Fuente ISTAT - elaboración gráfica de Wikipedia                          |